# Rudňany
Rudňany (in ungherese Ötösbánya, in tedesco Kotterbach) è un comune della Slovacchia facente parte del distretto di Spišská Nová Ves, nella regione di Košice.